# Batiaghata
Batiaghata (en bengali : বটিয়াঘাটা) est une upazila du Bangladesh dans le district de Khulna. En 1991, on y dénombrait 128 184 habitants.

## Géographie
Batiaghata est traversée par la rivière Kajibacha.